# Spyker D12
Spyker D12 Peking-to-Paris — среднеразмерный кроссовер нидерландской компании Spyker Cars. Автомобиль впервые представлен широкой публике в 2006 году в автосалоне в Женеве. Spyker D12 Peking-to-Paris получил своё название в честь одной из первых моделей Spyker, которая в 1907 году пришла второй на ралли Пекин-Париж.
Под капотом D12 находится бензиновый двигатель W12 от Audi, который способен развивать 500 л.с. Благодаря использованию кузова из алюминиевых сплавов автомобиль обладает относительно небольшим весом для своих габаритных размеров — около 1850 кг.

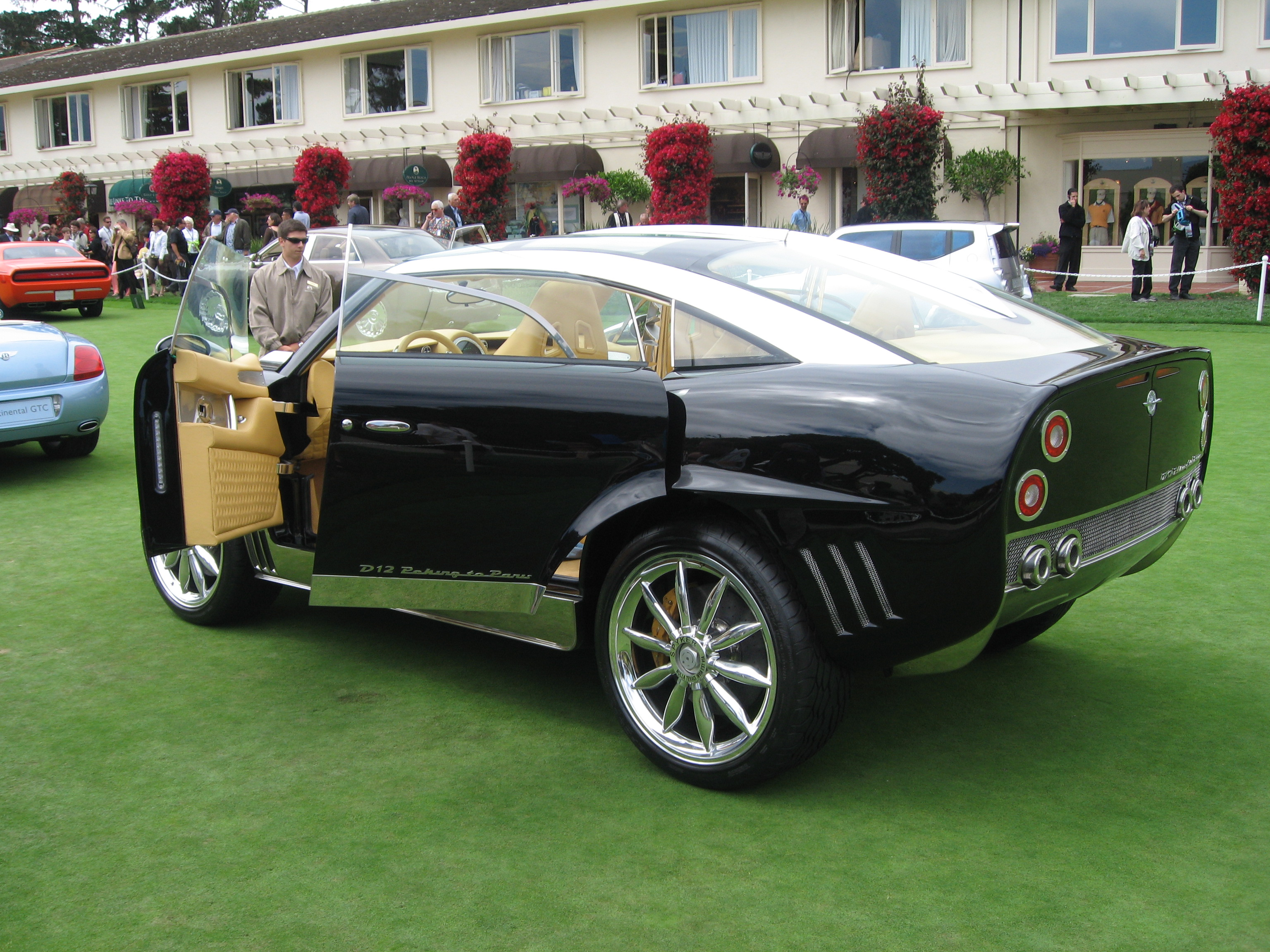
(вид сзади)